# Herman Schmidt
Herman Innozenz Schmidt (* 28. Juli 1930 in St. Gallen, heimatberechtigt in Riehen) ist ein ehemaliger Schweizer Bundesrichter.

## Leben

### Familie und Ausbildung
Der aus St. Gallen stammende Herman Schmidt, Urenkel des Herman Greulich, Sohn des sozialdemokratischen Politikers sowie Redaktors Franz Schmidt (1902–1947) und dessen Ehefrau Margaretha geborene van Hasz, wandte sich nach Erhalt der eidgenössischen Maturität dem Studium der Rechtswissenschaften an den Universitäten Paris, London sowie Zürich zu, dort wurde er 1956 zum Dr. iur. promoviert, im Folgejahr erwarb er das Anwaltspatent des Kantons St. Gallen. Der konfessionslose Herman Schmidt heiratete Sonya Brugger.

### Beruflicher Werdegang
Der der Sozialdemokratischen Partei (SP) beigetretene Herman Schmidt trat 1959 eine Stelle in der Rechtsabteilung des Verbandes schweizerischer Konsumvereine in Basel an, 1962 wechselte er in der Funktion des Gerichtsschreibers an das Obergericht des Kantons Aargau nach Aarau, 1965 wurde er zum Richter ernannt. Zusätzlich versah er in den Jahren 1973 bis 1975 das Präsidentenamt.
Nach seiner am 8. Oktober 1980 erfolgten Wahl zum Bundesrichter der öffentlichen-rechtlichen Abteilung wirkte er in dieser Funktion von 1981 bis zu seinem Eintritt in den Ruhestand 1995. Ihm folgte der Präsident des Obwaldner Obergerichts, lic. iur. Niccolò Raselli, nach.

## Schrift
- Organisation und rechtliche Stellung der kantonalen AHV-Ausgleichskassen, Dissertation Universität Zürich, A. Meyer, Hamburg, 1956